# 11. Königlich Bayerische Infanterie-Brigade
Die 11. Infanterie-Brigade war ein Großverband der Bayerischen Armee.

## Geschichte
Der Großverband wurde am 1. April 1901 durch Umbenennung der 4. Infanterie-Brigade errichtet und hatte bis zur Auflösung 1919 sein Kommando in Ingolstadt. Die Brigade war Teil der 6. Division. Ihr unterstanden folgende Verbände sowie verschiedene Bezirkskommandos:
- 10. Infanterie-Regiment „König Ludwig“ in Ingolstadt
- 13. Infanterie-Regiment „Franz Joseph I. Kaiser von Österreich und Apostolischer König von Ungarn“ in Ingolstadt und Eichstätt
- Bezirkskommando Ansbach
- Bezirkskommando Gunzenhausen
- Bezirkskommando Ingolstadt

Zu Beginn des Ersten Weltkriegs wurde die Brigade im Rahmen der 6. Armee an der Westfront eingesetzt.
Am 16. Januar 1917 erhielt der Großverband das 6. Infanterie-Regiment „Kaiser Wilhelm König von Preußen“ von der aufgelösten 12. Infanterie-Brigade.

## Kommandeure
| Dienstgrad                   | Name                          | Datum                               |
| ---------------------------- | ----------------------------- | ----------------------------------- |
| Generalmajor                 | Karl Reisner von Lichtenstern | 01. April 1901 bis 7. Juni 1902     |
| Generalmajor                 | Karl Inama von Sternegg       | 08. Juni 1902 bis 9. April 1905     |
| Generalmajor                 | Leopold Fischer               | 10. April 1905 bis 19. April 1906   |
| Oberst/Generalmajor          | Felix Eder                    | 20. April 1906 bis 2. Mai 1909      |
| Generalmajor                 | Gottfried Krieger             | 03. Mai 1909 bis 21. April 1912     |
| Generalmajor/Generalleutnant | Eduard Lang                   | 22. April 1912 bis 18. Februar 1915 |
| Generalmajor                 | Ludwig von Tautphoeus         | 19. Februar 1915 bis 7. August 1918 |
| Generalmajor                 | Wilhelm Weiß                  | 08. August 1918 bis 1919            |